# GasTerra Flames in het seizoen 2012-13
Deze pagina gaat over GasTerra Flames in het seizoen 2012/13. De club behaalde dit jaar de halve finale van de Play-offs en eindigde in de reguliere competitie op de derde plaats.